# 160 (číslo)
Sto šedesát je přirozené číslo, které následuje po čísle sto padesát devět a předchází číslu sto šedesát jedna. Římskými číslicemi se zapisuje CLX. Stošedesátým dnem kalendářního roku je 9. červen (v přestupném roce 8. červen).

## Chemie
- 160 je neutronové číslo druhého nejstabilnějšího izotopu seaborgia a nukleonové číslo druhého nejběžnějšího a zároveň nejtěžšího přírodního izotopu gadolinia.[1]

## Matematika
- abundantní číslo
- nepříznivé číslo
- nešťastné číslo

- součet prvních 11 prvočísel a také součet třetích mocnin prvních 3 prvočísel.

## Doprava
Silnice II/160 je česká silnice II. třídy vedoucí na trase Český Krumlov – Větřní – Rožmberk nad Vltavou – II/163

## Komunikace
160 je počet znaků povolený v jedné standardní SMS zprávě.

## Roky
- 160
- 160 př. n. l.